# 布日敦诺尔
布日敦诺尔是位于中国内蒙古自治区赤峰市翁牛特旗朝格温都苏木北部的一个湖泊。其位置约为东经119°3′,北纬43°3′。湖面海拔570米，面积约1.9平方公里，主要沉积物为石盐和芒硝。布日敦诺尔来自蒙古语，是长有植物的湖的意思。